# Miconia mocquerysii
Miconia mocquerysii är en tvåhjärtbladig växtart som beskrevs av John Julius Wurdack. Miconia mocquerysii ingår i släktet Miconia och familjen Melastomataceae. Inga underarter finns listade i Catalogue of Life.